# Pénombre ischémique
 (septembre 2022).
Si vous disposez d'ouvrages ou d'articles de référence ou si vous connaissez des sites web de qualité traitant du thème abordé ici, merci de compléter l'article en donnant les références utiles à sa vérifiabilité et en les liant à la section « Notes et références ».
La pénombre ischémique est la partie du cerveau directement affectée au cours d'un accident vasculaire cérébral. L'alimentation sanguine y est perturbée au point qu'en l'absence d'intervention thérapeutique en temps utile, une bonne part de cette zone finira par se nécroser.

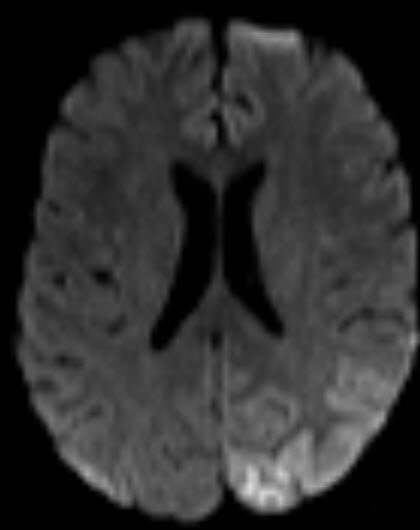
Lobe pariétal gauche en situation d'hypoperfusion

Aucun outil donne satisfaction quand il s'agit d'estimer le volume de cette zone, donnée essentielle à la prise en charge clinique. La littérature évoque principalement deux procédés :
- utilisation de repère temporels sur les images de perfusion ;
- utilisation des images de diffusion.

Ces palliatifs présentent des inconvénients ne serait-ce qu'en raison des contradictions évoquées en commentaires. Exemple : sur les données de perfusion, il faut prendre en compte un retard de plus ou moins 4 à 6 secondes, indépendant du patient ou du type de reconstruction. Les cliniciens doivent inférer la pénombre à partir de cartes temporelles ou de cartes de diffusion sans avoir vraiment accès à l'information pertinente.